# Carl Frederik Liisberg
Carl Frederik Liisberg, né le 15 mai 1860 à Aarhus et mort le 19 avril 1909 à Frederiksberg, est un peintre sur porcelaine et sculpteur danois. Il s'inspira du Japonisme et participa à l'Art nouveau.

## Biographie
De sa femme Selma Amalia Möllenborg, il a Hugo Liisberg (1896-1958), peintre lui aussi.
En 1885, il intègre la Manufacture royale de porcelaine de Copenhague qu'il ne quittera plus. Il est recruté par Arnold Krog, le directeur artistique de la Manufacture pour diversifier sa production. Liisberg utilise les sujets animaliers (souris, poissons, oiseaux...) teintés de Japonisme, et il s'inspirera du mouvement Art nouveau. À son décès, en 1909, il est inhumé au Cimetière Vestre de Copenhague.

## Collections publiques

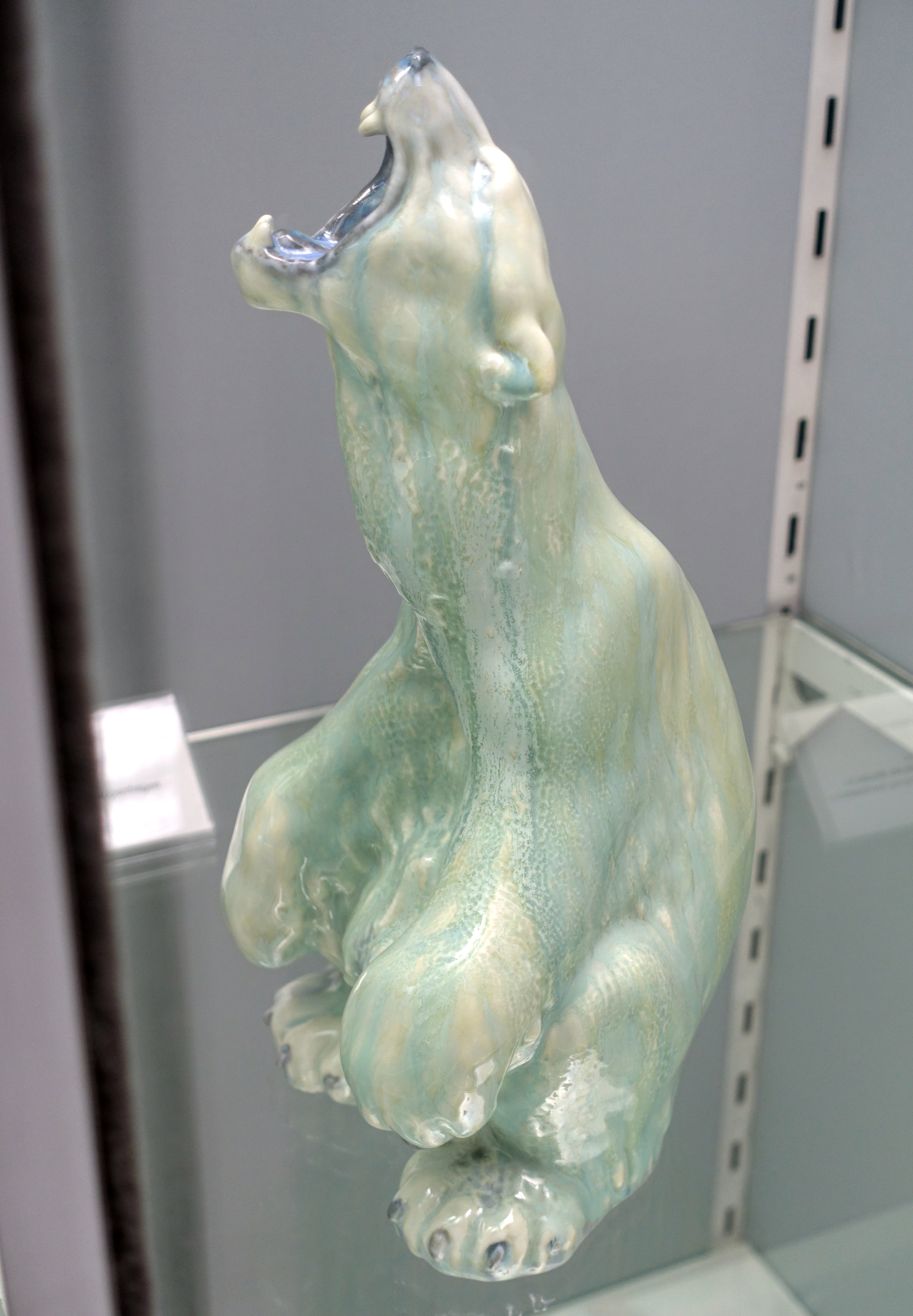
Hungry polar bear, Musée Bröhan

- Musée des arts décoratifs de Paris.
- Musée national de Céramique de Sèvres.
- Musée Bröhan de Berlin.

## Œuvres
- Hungry polar bear, 1894.

## Sources
- (da) Cet article est partiellement ou en totalité issu de l’article de Wikipédia en danois intitulé « C.F. Liisberg » (voir la liste des auteurs).